# 短茎长蒴苣苔
短茎长蒴苣苔（学名：Didymocarpus margaritae）为苦苣苔科长蒴苣苔属下的一个种。

## 扩展阅读
- 維基物種上的相關：短茎长蒴苣苔